# Governo Lula II
Il Governo Lula II è l’attuale governo del Brasile in carica dal 1º gennaio 2023, dopo la vittoria di Luiz Inácio Lula da Silva alle elezioni presidenziali del 2022.
Il Governo è composto da 38 ministri (originariamente 37).

## Rimpasto politico
Il 6 settembre 2023, dopo più di due mesi di trattative, al fine di ottenere una solida maggioranza parlamentare per approvare il proprio programma di governo (tra cui un’ambiziosa riforma fiscale), il Presidente Luiz Inácio Lula da Silva ha attuato un rimpasto politico, nominando come nuovi ministri due politici appartenenti, rispettivamente, ai Repubblicani (di destra) ed ai Progressisti (di centro-destra), che fanno parte del cosiddetto “Centrão”, il “grande centro” riunente una serie di formazioni indipendenti generalmente favorevoli ad appoggiare presidenti di ogni colore politico in cambio di concessioni.
Grazie a ciò, il Presidente ha potuto, seppur con qualche scetticismo, ottenere una maggioranza di 374 deputati su 513, e di 60 senatori su 81.

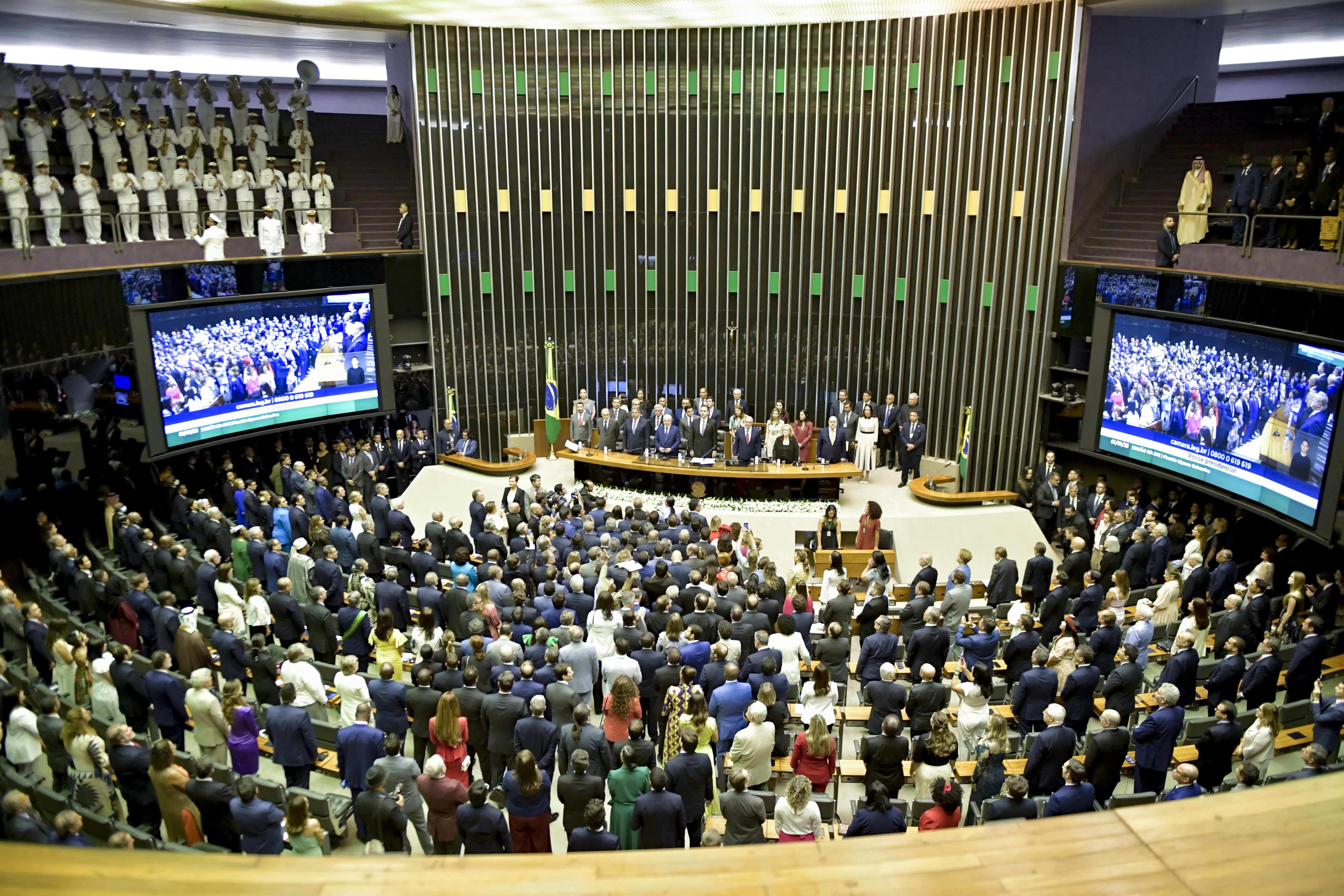
Il Governo presso il Congresso nazionale del Brasile, 1º gennaio 2023

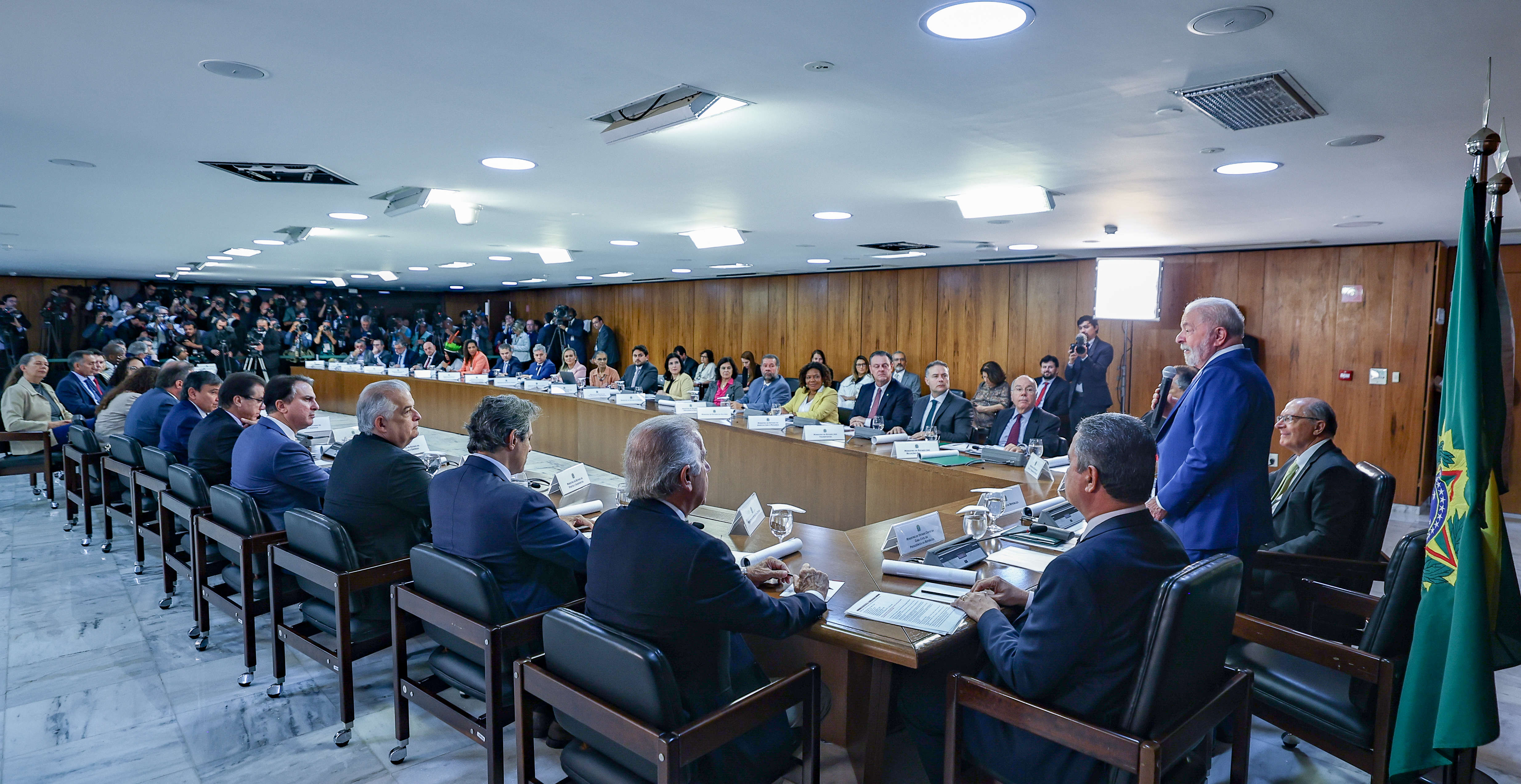
Prima riunione di gabinetto

## Composizione
Partito dei Lavoratori (PT)
     Unione Brasile (UNIÃO)
     Repubblicani (PRB)
     Progressisti (PP)
     Partito Socialdemocratico (PSD)
     Movimento Democratico Brasiliano (MDB)
     Partito Socialista Brasiliano (PSB)
     Partito Democratico Laburista (PDT)
     Partito Comunista del Brasile (PCdoB)
     Partito Socialismo e Libertà (PSOL)
     Rede Sustentabilidade (REDE)
     Partito Laburista Brasiliano (PTB)
     Indipendenti
| Presidenza                                                                 | Presidenza | Presidenza                                         | Presidenza                                                     | Presidenza                                               |
| Carica                                                                     | Titolare   | Titolare                                           | Titolare                                                       | Partito                                                  |
| -------------------------------------------------------------------------- | ---------- | -------------------------------------------------- | -------------------------------------------------------------- | -------------------------------------------------------- |
| Presidente                                                                 |            |                                                    | Luiz Inácio Lula da Silva                                      | PT                                                       |
| Vicepresidente                                                             |            |                                                    | Geraldo Alckmin                                                | PSB                                                      |
| Ministeri                                                                  |            |                                                    |                                                                |                                                          |
| Sviluppo, Industria, Commercio e Servizi                                   |            |                                                    | Geraldo Alckmin                                                | PSB                                                      |
| Capo dell’Amministrazione Presidenziale Casa Civil                         |            |                                                    | Rui Costa                                                      | PT                                                       |
| Agricoltura, Allevamento ed Approvvigionamento                             |            |                                                    | Carlos Fávaro                                                  | PSD                                                      |
| Sviluppo Agrario ed Agricoltura Familiare                                  |            |                                                    | Paulo Teixeira                                                 | PT                                                       |
| Città                                                                      |            |                                                    | Jader Filho                                                    | MDB                                                      |
| Comunicazioni                                                              |            |                                                    | Juscelino Filho (fino al 9 aprile 2025)                        | UNIÃO                                                    |
| Comunicazioni                                                              |            |                                                    | Sônia Faustino Mendes (ad interim) (dal 9 al 24 aprile 2025)   | Indipendente                                             |
| Comunicazioni                                                              |            |                                                    | Frederico Siqueira (dal 24 aprile 2025)                        | Indipendente                                             |
| Cultura                                                                    |            |                                                    | Margareth Menezes                                              | Indipendente                                             |
| Difesa                                                                     |            |                                                    | José Múcio                                                     | PTB                                                      |
| Istruzione                                                                 |            |                                                    | Camilo Santana                                                 | PT                                                       |
| Ambiente e Cambiamento Climatico                                           |            |                                                    | Marina Silva                                                   | REDE                                                     |
| Finanze                                                                    |            |                                                    | Fernando Haddad                                                | PT                                                       |
| Pesca ed Acquacoltura                                                      |            |                                                    | André de Paula                                                 | PSD                                                      |
| Affari e Relazioni estere                                                  |            |                                                    | Mauro Vieira                                                   | Indipendente                                             |
| Salute                                                                     |            |                                                    | Nísia Trindade (fino al 10 marzo 2025)                         | Indipendente                                             |
| Salute                                                                     |            |                                                    | Alexandre Padilha (dal 10 marzo 2025)                          | PT                                                       |
| Diritti umani e Cittadinanza                                               |            |                                                    | Silvio Almeida (fino al 6 settembre 2024)                      | Indipendente                                             |
| Diritti umani e Cittadinanza                                               |            |                                                    | Esther Dweck (ad interim) (dal 6 al 27 settembre 2024)         | Indipendente                                             |
| Diritti umani e Cittadinanza                                               |            |                                                    | Macaé Evaristo (dal 27 settembre 2024)                         | PT                                                       |
| Popolazioni indigene                                                       |            |                                                    | Sônia Guajajara                                                | PSOL                                                     |
| Giustizia e Sicurezza pubblica                                             |            |                                                    | Flávio Dino (fino al 1º febbraio 2024)                         | PSB                                                      |
| Giustizia e Sicurezza pubblica                                             |            |                                                    | Ricardo Lewandowski (dal 1º febbraio 2024)                     | Indipendente                                             |
| Lavoro ed Impiego                                                          |            |                                                    | Luiz Marinho                                                   | PT                                                       |
| Gestione ed Innovazione nei servizi pubblici                               |            |                                                    | Esther Dweck                                                   | Indipendente                                             |
| Miniere ed Energia                                                         |            |                                                    | Alexandre Silveira                                             | PSD                                                      |
| Integrazione e Sviluppo regionale                                          |            |                                                    | Waldez Góes                                                    | PDT                                                      |
| Pianificazione e Bilancio                                                  |            |                                                    | Simone Tebet                                                   | MDB                                                      |
| Porti ed Aeroporti                                                         |            |                                                    | Márcio França (fino al 6 settembre 2023)                       | PSB                                                      |
| Porti ed Aeroporti                                                         |            |                                                    | Silvio Costa Filho (dal 6 settembre 2023)                      | PRB                                                      |
| Piccole e Medie Imprese (istituito)                                        |            |                                                    | Márcio França (dal 6 settembre 2023)                           | PSB                                                      |
| Uguaglianza Razziale                                                       |            |                                                    | Anielle Franco                                                 | PT                                                       |
| Scienza, Tecnologia ed Innovazioni                                         |            |                                                    | Luciana Santos                                                 | PCdoB                                                    |
| Sviluppo e Assistenza sociale Famiglia e Lotta alla fame                   |            |                                                    | Wellington Dias                                                | PT                                                       |
| Previdenza e Sicurezza sociale                                             |            |                                                    | Carlos Lupi (fino al 2 maggio 2025)                            | PDT                                                      |
| Previdenza e Sicurezza sociale                                             |            |                                                    | Wolney Queiroz (dal 2 maggio 2025)                             | PDT                                                      |
| Sport                                                                      |            |                                                    | Ana Moser (fino al 6 settembre 2023)                           | Indipendente                                             |
| Sport                                                                      |            |                                                    | André Luiz "Fufuca" de Carvalho Ribeiro (dal 6 settembre 2023) | PP                                                       |
| Turismo                                                                    |            |                                                    | Daniela do Waguinho (fino al 13 luglio 2023)                   | UNIÃO                                                    |
| Turismo                                                                    |            |                                                    | Celso Sabino de Oliveira (dal 13 luglio 2023)                  | UNIÃO                                                    |
| Trasporti                                                                  |            |                                                    | Renan Filho                                                    | MDB                                                      |
| Donne                                                                      |            |                                                    | Cida Gonçalves (fino al 5 maggio 2025)                         | PT                                                       |
| Donne                                                                      |            |                                                    | Márcia Lopes (dal 5 maggio 2025)                               | PT                                                       |
| Organi con status di Ministeri                                             |            |                                                    |                                                                |                                                          |
| Sicurezza istituzionale                                                    |            |                                                    | Gonçalves Dias (fino al 19 aprile 2023)                        | Indipendente                                             |
| Sicurezza istituzionale                                                    |            |                                                    | Ricardo Cappelli (ad interim) (dal 19 aprile al 4 maggio 2023) | Indipendente                                             |
| Sicurezza istituzionale                                                    |            |                                                    | Marcos Antonio Amaro dos Santos (dal 4 maggio 2023)            | Indipendente                                             |
| Supervisione e Controllo generale dell’Unione                              |            |                                                    | Vinícius Marques de Carvalho                                   | Indipendente                                             |
| Procuratore generale dell’Unione                                           |            |                                                    | Jorge Messias                                                  | PT                                                       |
| Segretariati con status di Ministeri                                       |            |                                                    |                                                                |                                                          |
| Affari e Relazioni Istituzionali                                           |            |                                                    | Alexandre Padilha (fino al 10 marzo 2025)                      | PT                                                       |
| Affari e Relazioni Istituzionali                                           |            |                                                    | Gleisi Hoffmann (dal 10 marzo 2025)                            | PT                                                       |
| Comunicazione sociale                                                      |            |                                                    | Paulo Pimenta (fino all’8 gennaio 2025)                        | PT                                                       |
| Comunicazione sociale                                                      |            |                                                    | Sidônio Palmeira (dall’8 gennaio 2025)                         | Indipendente                                             |
| Appoggio alla ricostruzione del Rio Grande del Sud (istituito e soppresso) |            |                                                    | Paulo Pimenta (dal 15 maggio al 10 settembre 2024)             | PT                                                       |
| Segreteria generale della Presidenza                                       |            |                                                    | Márcio Macêdo                                                  | PT                                                       |
| Esponenti di nomina esecutiva                                              |            |                                                    |                                                                |                                                          |
| Direttore della Banca centrale                                             |            |                                                    | Roberto Campos Neto                                            | Indipendente                                             |
| Direttore della Banca nazionale per lo sviluppo economico e sociale        |            |                                                    | Aloízio Mercadante                                             | PT                                                       |
| Presidente di Petrobras                                                    |            |                                                    | Jean Paul Prates (fino al 15 maggio 2024)                      | PT                                                       |
| Presidente di Petrobras                                                    |            |                                                    | Magda Chambriard (dal 15 maggio 2024)                          | Indipendente                                             |
| Esponenti militari di nomina esecutiva                                     |            |                                                    |                                                                |                                                          |
| Capo di Stato Maggiore delle Forze Armate                                  |            |                                                    | Ammiraglio Renato Rodrigues de Aguiar Freire                   | Ammiraglio Renato Rodrigues de Aguiar Freire             |
| Alto Comando Militare                                                      |            |                                                    | Generale Julio Cesar de Arruda (fino al 21 gennaio 2023)       | Generale Julio Cesar de Arruda (fino al 21 gennaio 2023) |
| Alto Comando Militare                                                      |            | Generale Tomas Ribeiro Paiva (dal 21 gennaio 2023) |                                                                |                                                          |
| Comandante della Marina Brasiliana                                         |            |                                                    | Ammiraglio Marcos Sampaio Olsen                                | Ammiraglio Marcos Sampaio Olsen                          |
| Comandante della Aeronautica Brasiliana                                    |            |                                                    | Vice-Brigadiere Marcelo Kanitz Damasceno                       | Vice-Brigadiere Marcelo Kanitz Damasceno                 |